# Pascal Taskin

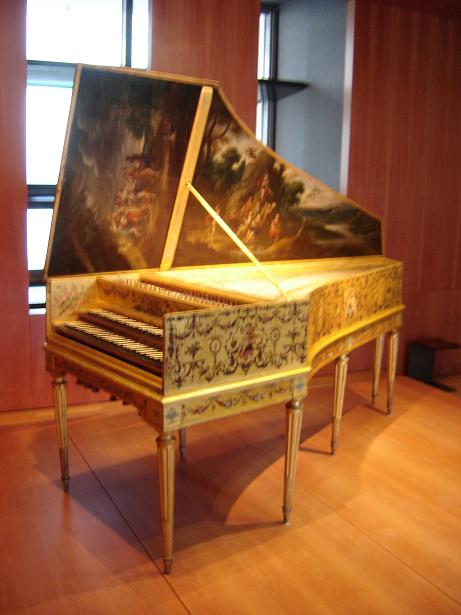
Ruckers -Taskin harpsichord, 1646 Từ1780 (Paris, Musée de la Musique)

Pascal-Joseph Taskin, sinh ngày 27 tháng 7 năm 1723, mất vào ngày 09 tháng 2 năm 1793, là một người mang hai dòng máu Pháp - Bỉ, nổi tiếng vì là nghệ nhân chế tác harpsichord và đàn piano.

## Tiểu sử
Pascal Taskin được sinh ra ở Theux gần Liege, nước Pháp, nhưng dành hầu hết cuộc đời của ông để làm việc trong xưởng sản xuất đàn của gia đình Blanchet ở Paris. Ít ai biết đến công việc của ông cho đến khi François Étienne Blanchet II mất vào năm 1766. Đầu tháng 11 năm đó, ông gia nhập hội những nhà chế tạo nhạc cụ bậc thầy, đảm nhận sự giám sát của xưởng Blanchet, và kết hôn với góa phụ của ông. 
Việc kế thừa truyền thống của Blanchet đã được Taskin thể hiện bằng các ghi chú khắc lên các nhạc cụ mới của mình cho đến năm 1770: